# Abdul Fatawu Issahaku
Fatawu Issahaku, né le 8 mars 2004 à Tamale, est un footballeur international ghanéen qui évolue au poste d'ailier droit à Leicester City.

## Biographie

### Carrière en club
Abdul Fatawu Issahaku, est passé par la Tamale Utrecht Football Academy,,, centre de formation créé par les dirigeants du FC Utrecht.
En 2019, il rejoint le club du Stedfast FC de Tamale en deuxième division ghanéenne (en) où il devient rapidement un des leadeurs de l'équipe sénior,,.
En 2024, il rejoint Leicester city en provenance du Sporting CP.

### Carrière en sélection
Début 2018, alors qu'il joue dans le championnat des moins de 15 ans, Issahaku est convoqué une première fois en équipe du Ghana des moins de 17 ans. Avec cette sélection il prend part aux qualifications pour la coupe d'Afrique des nations 2021. Capitaine de la sélection et buteur lors d'un match nul remarqué contre le Nigeria, il ne permet cependant pas à son équipe d'éviter la défaite 3-1 contre la Côte d'Ivoire, privant le Ghana de phases finales dans la compétition continentale.
Mais le jeune Abdul Fatawu est surclassé avec les moins de 20 ans, avec lesquels il va débuter dans la compétition continentale de 2021,,. Dès le premier match de la CAN des moins de 20 ans il est titulaire et buteur lors de la victoire 4-0 des siens contre la Tanzanie, où il inscrit un but spectaculaire depuis le centre du terrain, qui lui vaut d'être nommé homme du match,,,. Malgré une défaite contre la Gambie en poule, où Issahaku marque le seul but de son équipe, les Ghanéens se qualifient en quart puis s'imposant contre le Cameroun et cette même Gambie pour rejoindre la finale,.
Déjà double buteur en poule, Issahaku se révèle encore décisif lors de ce dernier match face à l'Ouganda. Sur corner, il offre à son capitaine Daniel Afriyie la balle qui lui permet d'inscrire le premier but de cette vimctoire 2-0, sacrant les Black Satellites sur la scène continentale le 6 mars, jour de la fête d'indépendance du Ghana,,,,.
Issahaku est alors nommé joueur de la compétition, à seulement 16 ans,,,.
Le 14 novembre 2022, il est sélectionné par Otto Addo pour participer à la Coupe du monde 2022.

## Style de jeu
Joueur technique et possédant une bonne vision du jeu,, Abdul Fatawu Issahaku évolue préférentiellement au poste de milieu offensif ou meneur de jeu, mais est capable d'occuper tous les postes de l'attaque.
Il est régulièrement comparé à l'ancien joueur de l'OM Abedi Pelé,.

## Palmarès

### En club
- Leicester City
  - EFL Championship
    - Champion :  2024

### En sélection
| Ghana -20 ans - Coupe d'Afrique des nations : - Vainqueur : 2021. |

### Distinctions personnelles
| Ghana -20 ans - Meilleur joueur de la Coupe d'Afrique des nations des moins de 20 ans 2021 - Membre de l'équipe type de la Coupe d'Afrique des nations des moins de 20 ans en 2021 |